# Haplopogon dicksoni
Haplopogon dicksoni är en tvåvingeart som beskrevs av Wilcox 1966. Haplopogon dicksoni ingår i släktet Haplopogon och familjen rovflugor. Inga underarter finns listade i Catalogue of Life.